# Macrobiotus biserovi
Macrobiotus biserovi är en djurart som tillhör fylumet trögkrypare, och som beskrevs av Bertolani, Guidi och Rebecchi 1995. Macrobiotus biserovi ingår i släktet Macrobiotus och familjen Macrobiotidae. Inga underarter finns listade i Catalogue of Life.